# Daniel Morian
Johann Daniel Morian (* 9. Juli 1811 in Hamborn bei Duisburg; † 12. August 1887 ebenda) war ein deutscher Unternehmer aus Duisburg-Neumühl.

## Leben

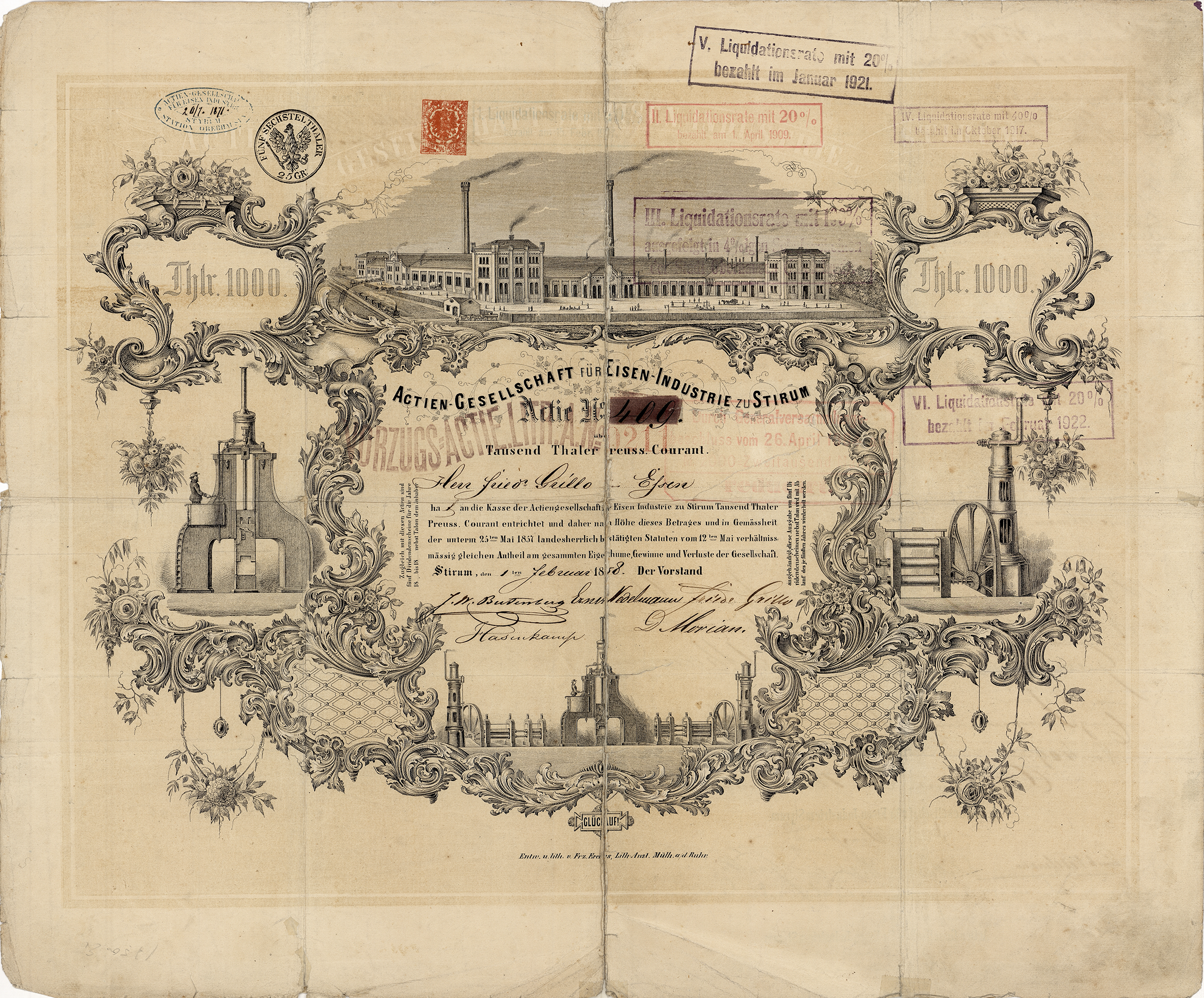
Gründeraktie der Actien-Gesellschaft Eisen-Industrie zu Stirum über 1000 Thaler Preuss. Courant, ausgegeben in Styrum am 1. Februar 1858, ausgestellt auf Friedrich Grillo in Essen. Die Aktie wurde eigenhändig von den Vorstandsmitgliedern unterschrieben, u. a. von Friedrich Grillo, Ernst Nedelmann und Daniel Morian. Die von Wilhelm Theodor Grillo gegründete Eisen-Industrie zu Stirum gehörte zu dieser Zeit zu den bedeutendsten Gesellschaften des Ruhrkohlenbezirks.

Daniel Morian war neben August Thyssen, Wilhelm Theodor Grillo und Franz Haniel eine der wichtigsten, wenn auch weniger bekannten Personen der Industrialisierung Duisburgs und des Mitte des 19. Jahrhunderts einsetzenden „Kohlefiebers“.
Morian war auch am Bau der ersten Eisenbahn durch das Ruhrgebiet beteiligt, der Stammstrecke der Köln-Mindener Eisenbahn-Gesellschaft. Von 1844 bis 1847 ließ er zusammen mit Heinrich Dickmann in Alstaden (heute Oberhausen-Alstaden) den Carlsbusch abholzen. Das Holz benötigte die Köln-Mindener Eisenbahn-Gesellschaft für den Streckenbau.
In den Jahren von 1850 bis 1853 versuchte er mit Geschäftspartnern, darunter auch Heinrich Dickmann, die Zeche Oberhausen abzuteufen. Auch an der Gründung der Zeche Roland in Oberhausen-Dümpten beteiligte Morian sich mit Heinrich Dickmann. Im Jahre 1856 war er Mitbegründer des Unternehmens Arenbergsche AG für Bergbau und Hüttenbetrieb, das in Bottrop die Zechen Prosper I, Prosper II, Prosper III und Arenberg Fortsetzung betrieb. Morian saß von der Gründung an im Verwaltungsrat des Unternehmens.
Morian gründete um 1858 die Zeche Neu-Duisburg in Duisburg-Neudorf. Aber erst 1865 stieß Morian bei einer der vielen Probebohrungen auf brauchbare Kohle. Die Gewerkschaft Hamborn wurde von ihm 1867 mitbegründet. Bedingt durch die Reichsgründung wurde diese 1871 in Gewerkschaft Deutscher Kaiser umbenannt. Die erste Kohle wurde 1874 gefördert. Von 1871 bis 1883 war Morian Grubenvorstand der genannten Zeche.
1873 entstand die Brückenbauanstalt und Metallgießerei Morian & Wilms gegenüber dem Neumühler Bahnhof (heute: Am Inzerfeld und an der Duisburger Straße). Schließlich erwarb Morian auch 1864 die wahrscheinlich 1353 errichtete Neue Mühle an der Emscher (in Hamborn). Die Mühle, nach der der Duisburger Stadtteil Neumühl benannt ist, wurde später auch Moriansmühle genannt.